# Weten

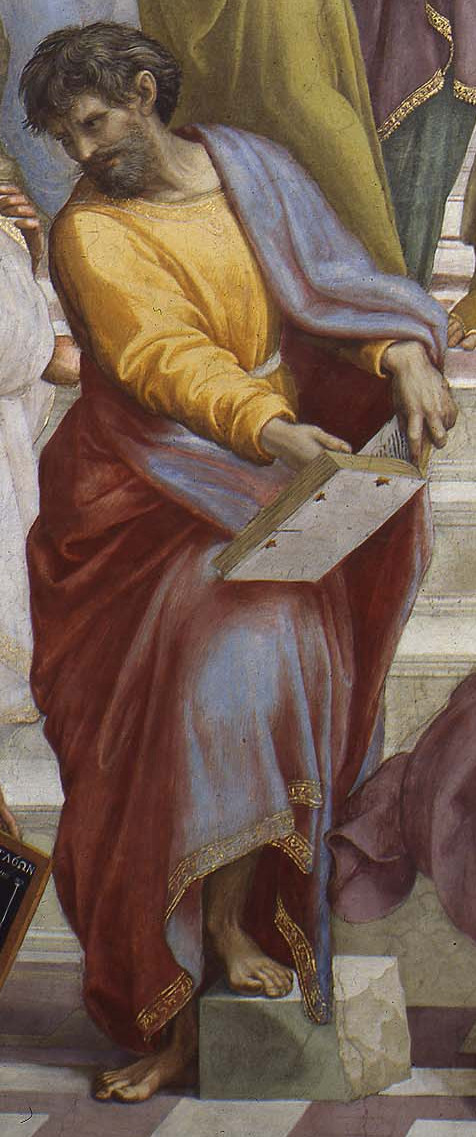
Rafael Santi: Parmenides. Detail van School van Athene, 1509-1510. Parmenides stelde waarheid en weten tegenover schijn en verbeeldingskracht

Weten is kennis hebben van de bekende en onbekende omgeving, door middel van eigen waarneming of overdracht van informatie. Kennis wordt opgeslagen in het geheugen. Weten is het bewust zijn van bepaalde gegevens omtrent je eigen leven, de omringende wereld of abstracte wetenschap (bijvoorbeeld getaltheorie). Het weten is een gemoedstoestand, die exclusief aan de mens of dieren met een hoger bewustzijn wordt toegekend. Begrippen als weten, kennis en ervaring liggen heel dicht bij elkaar en worden in de praktijk vaak door elkaar gebruikt.
Waar weten een subjectieve, individuele vorm van persoonlijk verworven kennis is, is kennis in zijn algemeenheid het resultaat van door vele personen gedeelde kennis.

## Algemeen
Het weten is een van de grondslagen van wetenschap. In ruime zin is wetenschap is onder meer het weten van de mens, de georganiseerde kennis in de samenleving, werkwijzen om kennis betrouwbaar te verwerven, te toetsen, en te weerleggen en de organisatie van de wetenschap. Onderzoekers vormen dat deel van de maatschappij, dat zich ten doel heeft gesteld kennis te verwerven. De moderne wetenschap heeft een eigen karakter, en de beoefening ervan is onderworpen aan eigen wetten, methoden en conventies.
Weten is volgens Stellingwerff (1971) meer dan kennis. Ook een dier heeft kennis, maar geen kennis van zijn kennis. Weten is bewuste en zekere kennis. De zekerheid van het weten hangt van de kennis af: sommig weten is absoluut zeker (1+2=3) en uitputtend getoetst, ander weten is betrekkelijk, maar goede wetenschap moet wel volhardend naar zekerheid streven.

## Geschiedenis
De eerste westerse filosoof, die zich uitliet over het weten was de Griekse filosoof Parmenides, die leefde rond 540 v.Chr. in Elea. Hij stelde waarheid en weten tegenover schijn en verbeeldingskracht in zijn gedicht Over de natuur. Door vele filosofen en in vele religies is het begrip wijsheid nader uitgewerkt.

## Vormen van weten

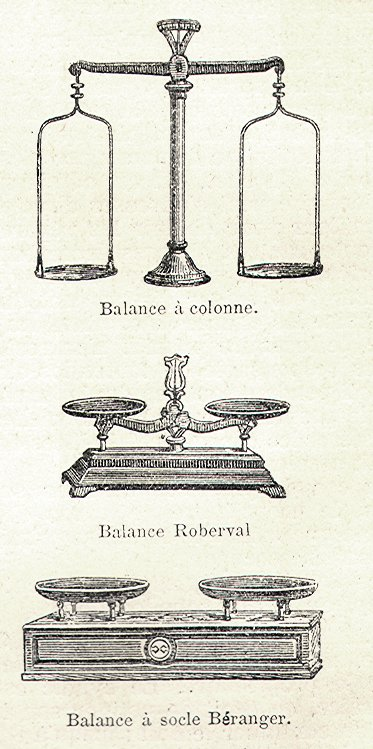
Wegen met een balans is een geval van door-meten-tot-weten. Drie Franse soorten weegschalen voor kruideniers, uit Albert Seigneurie, Dictionnaire encyclopédique de l'épicerie et des industries annexe, uitgave 1904

### Absoluut weten
Het absolute weten is een term uit Hegels Phänomenologie des Geistes.

### Ervaring
Ervaring is kennis hebben van de vaak gebruikelijke gang van zaken, verkregen door observatie (waarneming) en betrokkenheid bij bepaalde processen of toestanden. Ervaring is een vorm van kennis of inzicht, die door ondervinding geleerd wordt. Kennis wordt hierbij wel gezien als geheel van theorie en ervaring. De term heeft een speciale betekenis in relatie tot de wetenschap. Vaak wordt daar de eis gesteld dat deze zich moet beperken tot de in de ervaring waarneembare verschijnselen, maar niet in de wiskunde. Bedoeld wordt dan ook de verschijnselen, die herleidbaar dienen te zijn tot zintuiglijke gewaarwordingen.

### Geloven
Weten en geloven, in de betekenis van overtuiging en vertrouwen, gaan vaak samen en hoeven niet in tegenstelling tot elkaar staan. Geloven en weten in de betekenis van een wetenschappelijk bewezen waarheid of onwaarheid staan echter vaker tegenover elkaar. Als een feit bewezen is, zoals dat de wereld rond is, dan is het moeilijk in het tegendeel ervan te geloven.
Wanneer iemand denkt iets te weten, dan is er vaak ook een element van overtuiging of geloven aanwezig, dat echter soms niet graag erkend wordt. Eigen meningen worden wel als zo objectief mogelijk gezien, waarbij het aanwezig zijn van geloof of vertrouwen in de eigen mening het objectieve karakter ervan vermindert en daarom onwenselijk is. Het spreekt voor zich dat iemand ergens in kan geloven zonder dat er voor dit geloof (wetenschappelijk) bewijs bestaat, net als dat gedacht kan worden iets te weten, maar het desondanks toch fout hebben.

### Meeweten
In juridische zaken is er een recht om te weten, het recht geïnformeerd te worden over een bepaalde toestand waarin iemand is betrokken. Dit recht heeft vaak betrekking op het recht op inzicht in de gegevens, die hierover door andere betrokkenen zijn vastgelegd.
In de organisatie is het recht om mee te weten onderdeel van de medezeggenschap. Dit worden weleens verdeeld in het meeweten, meedenken en meepraten en meebeslissen.

### Door meten tot weten
In de wetenschap en techniek wordt weleens gesteld door meten tot weten (opschrift van het koudelaboratorium van Heike Kamerlingh Onnes). Door het verrichten van kwantitatieve metingen wordt een stap op weg naar begrip en weten gezet. Maar een duidelijk beeld ontstaat pas na correctie en interpretatie van de metingen aan de hand van een theorie, dus meten is nog niet weten.

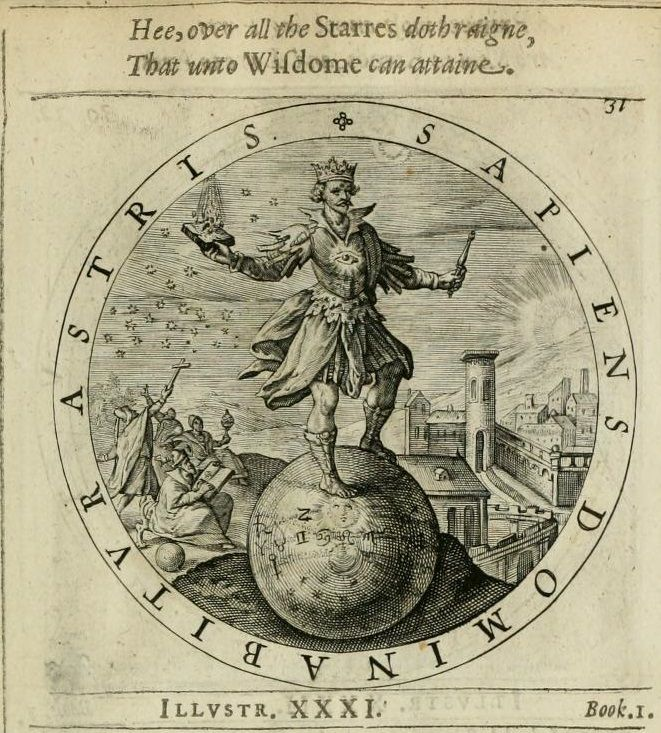
George Wither, 1635: Wie kennis bereikt heerst over de sterren maar ook De wijze wordt beheerst door de sterren

### Schijnweten
Er kan sprake zijn van schijnweten, als de kennis in het bewustzijn verandert door manipulatie van binnenuit of van buitenaf. Een voorbeeld hiervan is dat mensen die in de omgeving van een druk kruispunt woonden, ervan overtuigd waren dat ze een bepaald ongeluk hadden gezien, terwijl dat niet het geval was. Zij hadden zich uit de verhalen over het ongeval een levendig beeld gevormd.

### Wetenschap
Wetenschap is zowel de systematisch geordende en verifieerbare menselijke kennis, het daarmee verbonden proces van kennisverwerving, toetsing en weerlegging als de gemeenschap waarin deze kennis wordt vergaard, getoetst en weerlegd.

### Wijsheid
Wijsheid of levenswijsheid is de kunst om in alle levensomstandigheden juist te oordelen en te handelen. De betekenis is dus praktisch of moreel. In de beschrijving van (levens)wijze mensen - zie Zeven Wijzen - komt een zekere stereotypie naar voren. Het zijn meestal mensen die volledig geleefd hebben: zij hebben fouten gemaakt, maar hebben daarvan geleerd.